# 鲁菲纳
鲁菲纳（義大利語：Rufina），是意大利佛罗伦斯省的一个市镇。总面积45平方公里，人口7471人，人口密度166.0人/平方公里（2009年）。ISTAT代码为048037。

## 主要景点
- 圣斯特凡诺教堂，主要是由一个建筑群的几栋建筑构成，包括一座教堂和钟楼。教堂的内部被划分为教堂中殿，天花板上有两个过道。
- 圣玛丽亚教堂
- 圣巴托洛梅奥的皮耶韦
- 的卡米耶圣母教堂的AI Fossi
- 别墅波焦迪王宫'，这一座16世纪的住宅被用于举办各种活动和会议的。赛普拉斯成荫的大道通向别墅波焦王宫门面所在之处.利奥波德二世，托斯卡纳曾在1829年停留于此。